# Medizinische Informatik

Elektronische Gesundheitskarte

Die Medizinische Informatik (von lateinisch informare ‚gestalten‘, ‚darstellen‘, englisch health informatics oder medical informatics) ist die Wissenschaft der systematischen Erschließung, Darstellung, Verwaltung, Aufbewahrung, Verarbeitung und Bereitstellung von Daten, Algorithmen, Informationen und Wissen in der Medizin und im Gesundheitswesen. Sie soll zur Gestaltung der bestmöglichen Gesundheitsversorgung beitragen.

## Definition
Der Fachausschuss für Medizinische Informatik (FAMI) der Deutschen Gesellschaft für Medizinische Informatik, Biometrie und Epidemiologie e. V. (GMDS) beschreibt Medizinische Informatik wie folgt:

„Medizin ist ohne eine umfassende und sorgfältig geplante Erhebung und Verarbeitung von Informationen nicht möglich. So beeinflusst in Krankenhäusern eine adäquate Informationslogistik wesentlich die Qualität der Patientenversorgung. Eine adäquate Präsentation und systematische Aufbereitung von Bild- und Biosignalbefunden kann diagnostische und therapeutische Entscheidungen unterstützen. Ebenso ist eine systematische Repräsentation von ärztlichem Wissen über die Diagnostik und Therapie von Erkrankungen und der Aufbau von Wissensbanken zur Entscheidungsunterstützung des Arztes hilfreich.
Die Medizinische Informatik ist die Wissenschaft der systematischen Erschließung, Verwaltung, Aufbewahrung, Verarbeitung und Bereitstellung von Daten, Informationen und Wissen in der Medizin und im Gesundheitswesen. Sie ist von dem Streben geleitet, damit zur Gestaltung der bestmöglichen Gesundheitsversorgung beizutragen.
Zu diesem Zweck setzt sie Theorien und Methoden, Verfahren und Techniken der Informatik und anderer Wissenschaften ein und entwickelt eigene. Mittels dieser beschreiben, modellieren, simulieren und analysieren Medizinische Informatiker Informationen und Prozesse mit dem Ziel,
- Ärzte, Pflegekräfte und andere Akteure im Gesundheitswesen sowie Patienten und Angehörige zu unterstützen,
- Versorgungs- und Forschungsprozesse zu gestalten und zu optimieren sowie
- zu neuem Wissen in Medizin und Gesundheitswesen beizutragen.

Damit die hierzu nötigen Daten und Informationen und das benötigte Wissen fachgerecht erfasst, aufbewahrt, abgerufen, verarbeitet und verteilt werden können, entwickeln, betreiben und evaluieren Medizinische Informatiker Infrastrukturen, Informations- und Kommunikationssysteme einschließlich solcher für Medizintechnische Geräte.
Die Medizinische Informatik versteht diese als sozio-technische Systeme, deren Arbeitsweisen sich in Übereinstimmung mit ethischen, rechtlichen und ökonomischen Prinzipien befinden.“

## Geschichte
Ende der 1960er Jahre entstand in Frankreich der Begriff der Informatique médicale, unter anderem geprägt von Francois Grémy, Professor an der Medizinischen Fakultät Paris. In Deutschland tauchte der Begriff „Medizinische Informatik“ erstmals 1970 in einem Artikel von Peter Leo Reichertz, Professor an der Medizinischen Hochschule Hannover, in der Fachzeitschrift Methods of Information in Medicine auf. Zum Wintersemester 1972/73 wurde der damals weltweit erste grundständige Studiengang in Medizinischer Informatik als Kooperation der Hochschule Heilbronn und der Ruprecht-Karls-Universität Heidelberg gestartet. 1975 erschien das Handbuch der medizinischen Dokumentation und Datenverarbeitung. Eine ausführliche Darstellung der Geschichte der Medizinischen Informatik in Deutschland hat Claus O. Köhler zusammengestellt.
Seitdem hat die Medizinische Informatik entsprechend den gleichermaßen wachsenden Anforderungen und technologischen Kapazitäten einen enormen Aufschwung genommen. In den letzten Jahren hat insbesondere das Internet, hier vor allem das Aufkommen von E-Health und von mobilitätsorientierten Anwendungsgebieten wie z. B. Consumer Health Informatics, das Fachgebiet erweitert.

## Anwendungsbereiche
Das erklärte Ziel ist lehrbuchgemäß, „die richtige Information zur richtigen Zeit am richtigen Ort der richtigen Person im richtigen Kontext richtig zu präsentieren und zu interpretieren, um Entscheidungen und Prozesse in der Medizin und im Gesundheitswesen zu unterstützen und zu verbessern mit Methoden zur Strukturierung, Erfassung, Haltung, Verarbeitung, Kommunikation und Präsentation von Daten, Informationen und Wissen.“ Durch rechnergestützte Dokumentation im Rahmen von elektronischen Patientenakten können die Arbeitsprozesse der im Gesundheitswesen Tätigen unterstützt werden. Dies gilt für medizinische Diagnostik, Therapie, Abrechnung, Epidemiologie und Krankheitsprävention. Auch dem zunehmend wichtigeren Zweck der Qualitätssicherung wird dadurch entscheidend zugearbeitet. Denn damit werden  Abläufe und die (Fehl-)Leistungen der Beteiligten nachvollziehbar, also im Prinzip kontrollierbar gemacht.
Um dieses Ziel zu erreichen, müssen Informationen häufig systematisch strukturiert und zum Teil erst einmal klassifiziert werden, was ein eigenes Berufsfeld begründet hat, die Medizinische Dokumentation. Mit Hilfe dieser strukturierten und durch Computer interpretierbaren Informationen können so genannte wissensbasierte Systeme aufgebaut werden, die die im Gesundheitswesen Tätigen unterstützen, etwa bei der Diagnostik und Therapie von Patienten. Strukturierte Information ist auch die Grundlage für den Einsatz von Krebsregistern sowie für wissenschaftliche oder wirtschaftliche Berechnungen im Gesundheitswesen. Zunehmende Relevanz erhalten derzeit die Gesundheitsvernetzung (e-Health) ebenso wie die elektronische Arzneimittelverordnung.
Spezielle Anwendungsbereiche befassen sich mit Bildverarbeitung, also der Diagnostik mittels Computertomographie und anderen bildgebenden Verfahren, sowie der Biosignalverarbeitung etwa in OP-Sälen und Intensivstationen. Ein relativ neues Einsatzgebiet bildet die computerassistierte Detektion (CAD – Computer-assisted Detection) von auffälligen Strukturen in Röntgenbildern um den diagnostischen Prozess zu unterstützen. Aufbauend auf diesen diagnostischen Methoden existiert ein Anwendungsbereich der sich mit der Unterstützung des Arztes während medizinischer Interventionen beschäftigt. Hierbei werden medizinische Bilddaten aufbereitet, weiterverarbeitet und/oder mit anderen Messdaten kombiniert, um dem Arzt eine Hilfestellung bei der Navigation medizinischer Instrumente zu geben – beispielsweise durch Methoden der erweiterten oder virtuellen Realität.

## Benachbarte Gebiete
Benachbarte Gebiete sind Bioinformatik, Pflegeinformatik, Dental Informatics, Gesundheitsinformatik, Medizinische Dokumentation, Epidemiologie, Medizinische Biometrie.

## Studienangebote
Seit 1972 kann man im deutschsprachigen Raum ein Studium für Medizinische Informatik absolvieren. Der erste diesbezügliche Studiengang war das Diplom-Studium an der Universität Heidelberg in Kooperation mit der Hochschule Heilbronn, welches inzwischen in entsprechende Bachelor- und Master-Angebote überführt wurde. Inzwischen gibt es zahlreiche Studienangebote für Medizinische Informatik an Universitäten und Fachhochschulen. Nach Angaben der Nachwuchsinitiative INIT-G gab es 2013 in Deutschland 25 Studiengänge der Medizinischen Informatik (17 Bachelor, 8 Master), zum Teil im Fernstudium, sowie 40 Informatik-Studiengänge mit einer Vertiefung „Medizinische Informatik“ (22 Bachelor, 18 Master).
Eine umfassende Darstellung aktueller Studienmöglichkeiten in Medizinischer Informatik stellt die GMDS zur Verfügung.
Studiengänge in Österreich gibt es an der UMIT TIROL, der TU Wien und der MedUni Wien. Seit 2011 gibt es eine Berufsbildende Schule für Medizininformatik, die HTL Grieskirchen.
Die Berufsaussichten für Medizinische Informatiker sind gut bis sehr gut.

## Fachgesellschaften
Wichtige nationale und internationale Fachgesellschaften und Verbände, die das Fach Medizinischen Informatik vertreten, sind:
- Deutsche Gesellschaft für Medizinische Informatik, Biometrie und Epidemiologie (gmds)
- Berufsverband Medizinischer Informatiker (BVMI)[13]
- Schweizerische Gesellschaft für Medizinische Informatik (SGMI)[14]
- Österreichische Computer Gesellschaft (OCG)[15]
- European Federation for Medical Informatics (EFMI)
- International Medical Informatics Association (IMIA)